# Ahmad Abu Laban
Ahmad Abu Laban (Arabisch: أحمد أبو لبن) (Jaffa, toenmalig Mandaatgebied Palestina, 1946 - Kopenhagen, 1 februari 2007) was een Egyptisch-Deense imam en leider van de organisatie Islamisk Trossamfund (Islamitische Gemeenschap in Denemarken).

## Levensloop
In 1948 emigreerde zijn familie naar Egypte waar hij opgroeide. In 1969 studeerde hij af als werktuigbouwkundig ingenieur. In 1974 trouwde hij zijn nicht Inam; ze kregen zeven kinderen.
Abu Laban studeerde islamitische theologie bij geleerden in verschillende moslimlanden. Hij werkte in de Perzische Golf in de olie-industrie van 1970 tot 1982, en voor een aannemer in Nigeria van 1982 tot 1984. Hij droeg bij aan islamitische onderwijsprojecten in verschillende staten in Nigeria. Hij emigreerde naar Denemarken in 1984 waar hij tot zijn dood leefde.
Hij werkte als een religieus adviseur voor de Islamitische Gemeenschap in Denemarken. Volgens de website van de Gemeenschap was hij een lid van de Co-ordination council of Imams in Europa.
Hij was persona non grata in de Verenigde Arabische Emiraten en Egypte vanwege zijn orthodox-islamitische gezichtspunten. In Denemarken werd hij bekend om zijn vaak radicale uitspraken over de islam en de integratie van immigranten in de Deense samenleving.
In 2006 was hij betrokken bij de controverse over de Mohammed-cartoons in de krant Jyllands-Posten. De Deense overheid besloot toen om hem in deze zaak niet te vervolgen.
Ahmad Abu Laban overleed op 60-jarige leeftijd aan longkanker.